# Красное (Молодечненский район)
Кра́сное (бел. Кра́снае) — деревня в Молодечненском районе Минской области Беларуси. Административный центр Красненского сельсовета.

## География
Находится в 16 км к юго-востоку от Молодечно. Через Красное проходит республиканская дорога Минск — Молодечно — Нарочь Р28. Железнодорожная станция носит название Уша (на линии Минск — Молодечно). Деревня стоит на реке Уша, приток реки Вилии.

## История
На юго-западе от деревни находится городище (местное название Замок), другое городище — 0,5 км на юге от деревни. Эти археологические памятники говорят о заселении этих земель в древности.
Впервые Красное (под названием Красное Село) упоминается во второй половине XV века как собственность великих князей литовских. В 1486 году поселение получило статус городка. К 1500 году здесь был основан костёл.
В конце XV — первой половине XVI века Красное становится центром уезда. Согласно с административно-территориальной реформой (1565—1566), городок как центр староства вошёл в состав Минского уезда Минского воеводства. На 1765 год здесь работали костёл и трактир.
В результате второго раздела Речи Посполитой в 1793 году Красное оказалось в составе Российской империи в Вилейском уезде. По состоянию на 1866 год в городке находилось 60 дворов. По результатам переписи 1897 года — 152 дворов, церковь, 2 школы, народное училище, почта, фельдшерский пункт, 22 магазина и 8 трактиров.
Согласно с Рижским мирным договором 1921 года, Красное оказалось в составе межвоенной Польской Республики, где стало центром гмины Молодечненского уезда Виленского воеводства. Городок использовался как гарнизонная гарнизонная усадьба батальона корпуса охраны границы «Красное».
В 1939 году Красное вошло в БССР, где в 1940 году получило официальный статус посёлка городского типа. Во Вторую мировую войну с 25 июня 1941 года до 4 июля 1944 года место находилось под немецкой оккупацией. Евреи поселка были согнаны в гетто, а затем убиты. В 1954 году Красное понизили до статуса деревни. По состоянию на 1972 год здесь находилось 611 дворов.

## Население
Красное является четвёртым по численности жителей населённым пунктом Молодечненского района (после Молодечно, Радошковичи и Чисти).
- 1897 — 1019 жителей
- 1921 — 1012 жителей[2]
- 1972 — 2989 жителей
- 1997 — 3283 жителей[3]
- 2011 — 2971 жителей[4]
- 2011 — 2916 жителей[5].

### Динамика
- 1765 — 58 дворов
- 1866 — 60 дворов
- 1897 — 152 двора (по результатам переписи)
- 1972 — 611 дворов
- 1997 — 1216 дворов
- 2010 — 1111 дворов

## Инфраструктура
В деревне работают средняя школа, дошкольное учреждение, амбулатория, Дом культуры, библиотека, почта.

## Культура
- Дом культуры
- Музей ГУО "Красненская средняя школа Молодечненского района"

## Достопримечательности
- Городище периода раннего железного века (1-е тыс. до н. э. — 1-е тыс. н. э.), 0,5 км на юго-восток от деревни, около железнодорожного переезда —  Историко-культурная ценность Республики Беларусь, шифр 613В000305.
- Костёл Вознесения Пресвятой Девы Марии (1908—1912).
- Кладбища: еврейское, католические.
- Церковь Покрова Пресвятой Богородицы (1889) —  Историко-культурная ценность Республики Беларусь, шифр 613Г000307.
- Братские могилы (1944) —  Историко-культурная ценность Республики Беларусь, шифр 613Д000306.
  - Братская могила. Захоронено 78 воинов, расположена на берегу озера по дороге Молодечно-Минск. В 1966 году на месте захоронения было установлено три памятных стелы с именами погибших[6].
  - Братская могила. Памятник, высотой 3,8 метра,  установлен в 1975 году на станции Уша на месте захоронения 10 воинов и 3 железнодорожников, погибших в 1941 году при доставке оружия на фронт.

### Памятник, скульптура
- Памятник землякам. Скульптурный памятник в память о 63 погибших земляках-воинах и партизанах, установлен в 1978 году в центре деревни.
- Памятник танкистам. Танк установлен в 1987 году в память о воинах 45 танковой роты Героя Советского Союза Кияшко Г. Г., освобождавших Молодечненщину.

## Галерея

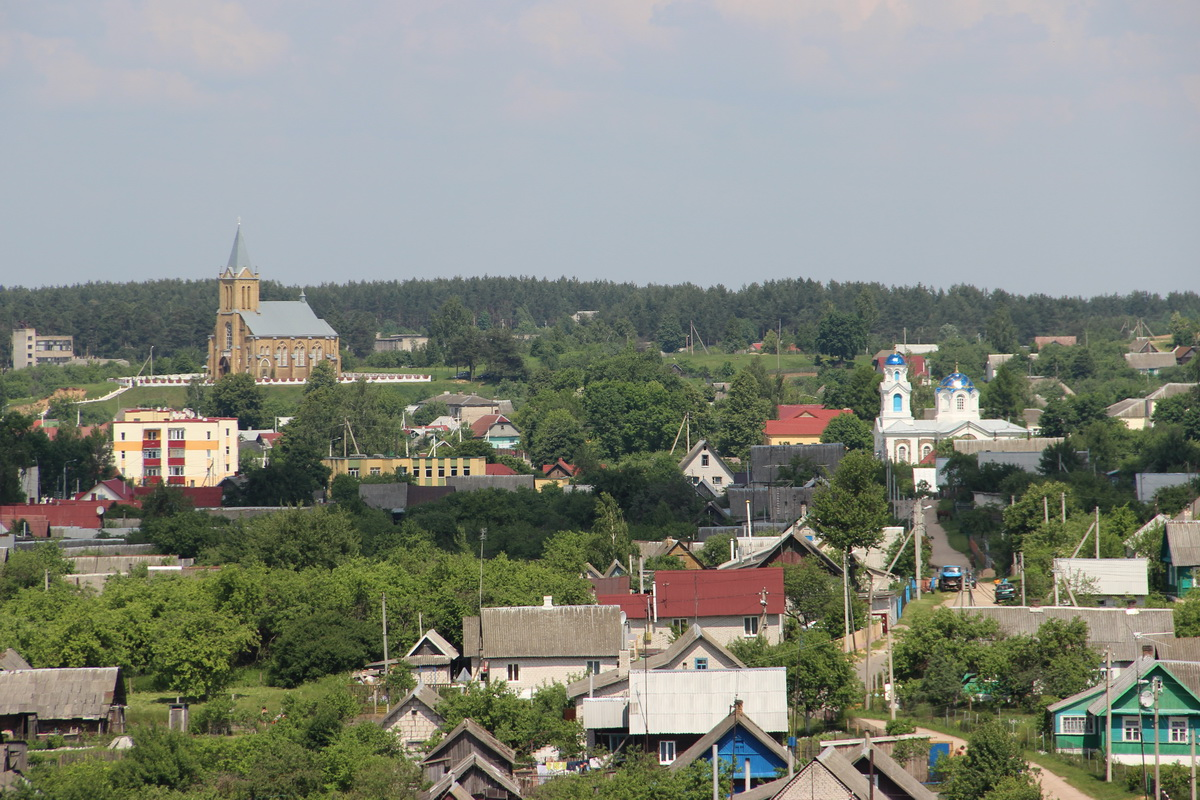
Панорама
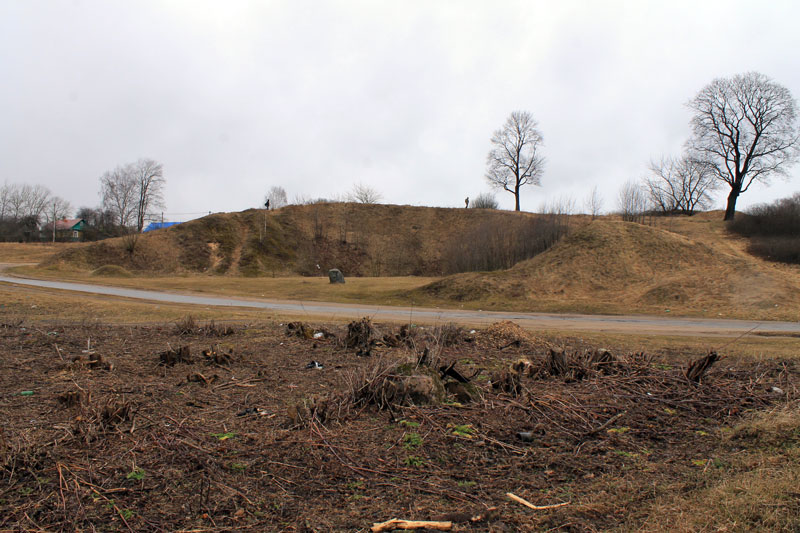
Городище
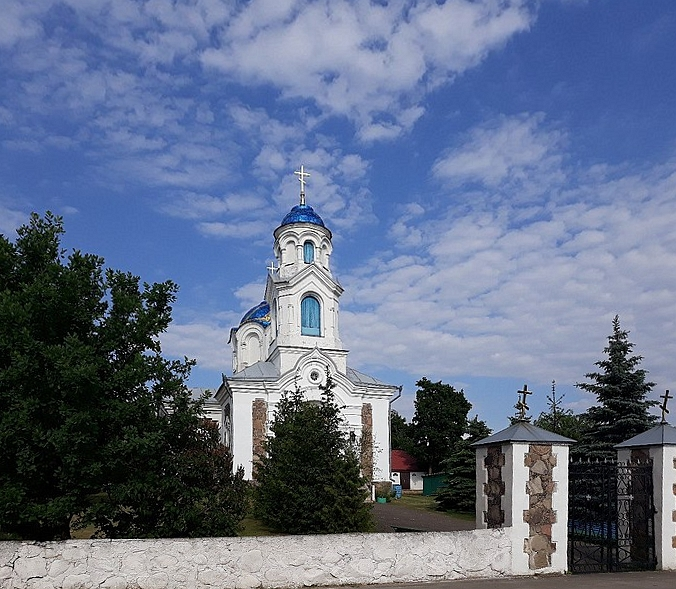
Церковь Покрова Пресвятой Богородицы
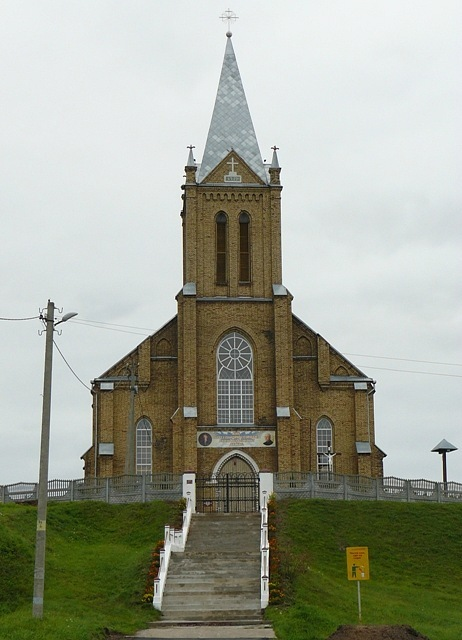
Костёл Вознесения Пресвятой Девы Марии
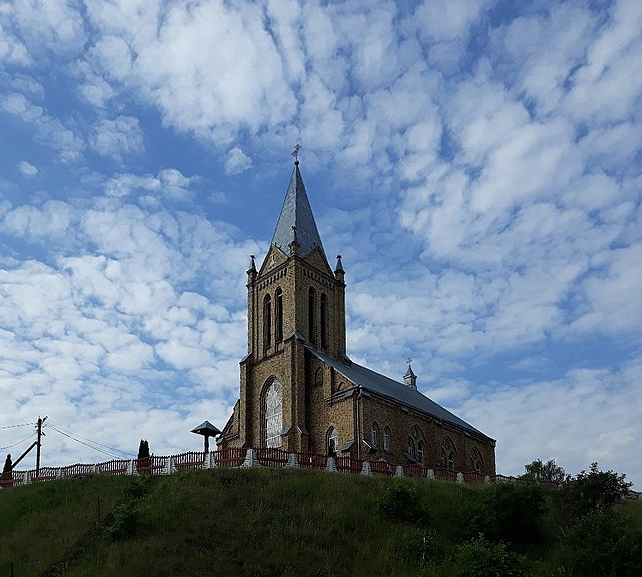
Костёл Вознесения Пресвятой Девы Марии